# Charles Vander Straeten
Charles Vander Straeten (1771-1834) est un architecte néo-classique belge qui fut actif durant le règne de Guillaume Ier des Pays-Bas.

## Biographie
Charles Vander Straeten est né à Bruxelles le 14 juin 1771. Il est le fils de François Vander Straeten et de Catherine de Hertogh, conjoints mariés à Bruxelles en 1764.
Il était apparenté à l'architecte Jean-Frédéric Van der Rit.
Entre 1816-1820, il est chargé d'aménager l'ancien Conseil du Brabant pour accueillir le Parlement. Par la suite, il aménage le palais épiscopal de Malines[réf. souhaitée]. 
En 1820, il est nommé architecte des Palais royaux et des bâtiments de l'État par Guillaume Ier[réf. souhaitée].
Ainsi, Charles Vander Straeten devient membre de la commission pour la restauration de l'Hôtel de ville de Bruxelles, avec Tilman-François Suys, Jean-Baptiste Vifquain et Gautier.
Il aménage la salle de bal du Concert Noble à Bruxelles et donne les plans d'une butte de 40,50 mètres de haut à élever à Waterloo surmontée d'un lion en fer sculpté par Jean-Louis Van Geel (1787-1852).
En 1825, il construit le palais du Prince d'Orange (qui deviendra le Palais des Académies) à Bruxelles, occupé en 1876 par l'Académie royale de Belgique. Le 1er avril 1828 Guillaume Ier le congédie. L'achèvement des travaux du palais  sera assuré par l'architecte Tilman-François Suys. En 1829, il réalise le jubé de la  cathédrale des Saints-Michel-et-Gudule à Bruxelles[réf. souhaitée]. 
Entre 1832-1833, la cantatrice Maria Malibran et le violoniste Charles-Auguste de Bériot  lui confient la construction de leur maison : le pavillon Malibran.
Charles Vander Straeten meurt à l'âge de 63 ans, le 17 juin 1834 à Bruxelles.

## Le lion de Waterloo

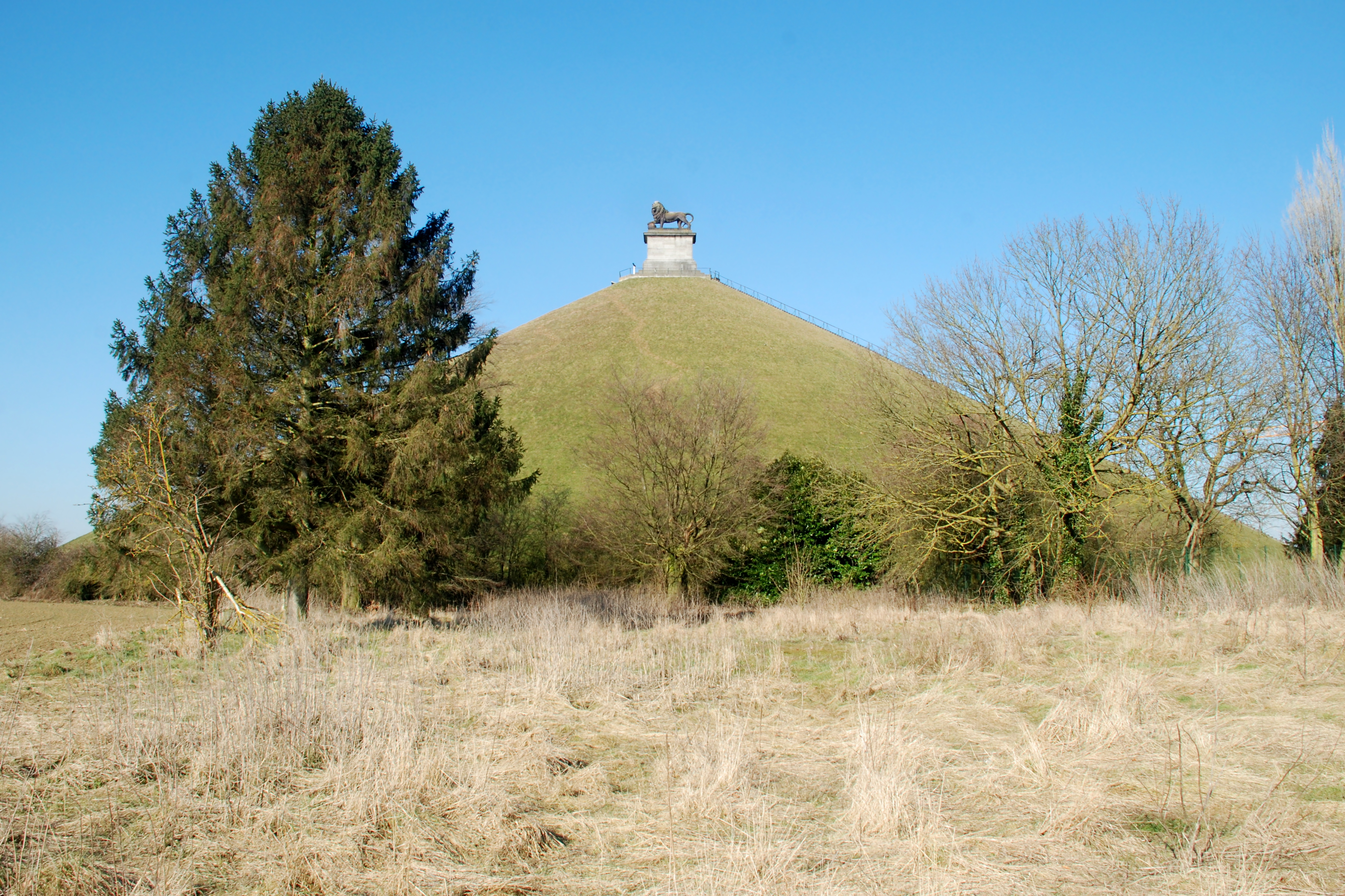
La Butte du Lion à Waterloo, par l'architecte Charles Van der Straeten.

Son œuvre la plus connue est la Butte du Lion, tertre commémoratif ou, pour employer le mot que Vander Straeten avait donné lui-même à son projet, tumulus, comme on disait à l'époque, de la bataille de Waterloo.
Le roi Guillaume Ier ayant mis au concours un projet de monument commémoratif de la bataille de Waterloo, Vifquain déposa deux projets de pyramide qui ne furent pas acceptés. L'architecte Charles Vander Straeten, consulté en tant qu'expert par le gouvernement en fit une critique acerbe dans un rapport qui fut approuvé et que rien donc ne permet de considérer comme non objectif.
Vifquain présenta un nouveau projet d'obélisque supporté par des colonnes. Vander Straeten entra alors dans le jeu et remit le dessin d'un tumulus conique surmonté d'un lion. Mais ces deux projets furent désapprouvés par le ministère. Finalement le roi trancha et, sous l'influence de la reine, choisit la butte mondialement connue.

## Son œuvre
- Plusieurs édifices de style néo-classique aux abords du parc de Bruxelles :
  - 1815-1828 : Palais du Prince d'Orange[10], rue Ducale 1, devenu Palais des Académies en 1876
  - 1815-1828 : Écuries royales de Bruxelles
  - 1816-1818 : transformation du corps central du Palais de la Nation pour y abriter les États généraux instaurés par Guillaume Ier des Pays-Bas[11]
  - après 1820 : Salle de bal du Waux-Hall (pour la Société du Concert Noble)[12]
- 1817-1822 : Pavillon de Tervueren, palais d'été du Prince d'Orange[13].
- 1820-1826 : Butte du Lion à Waterloo, d'après un projet de 1820
- 1821-1823 : portail et orangerie du jardin botanique de Louvain

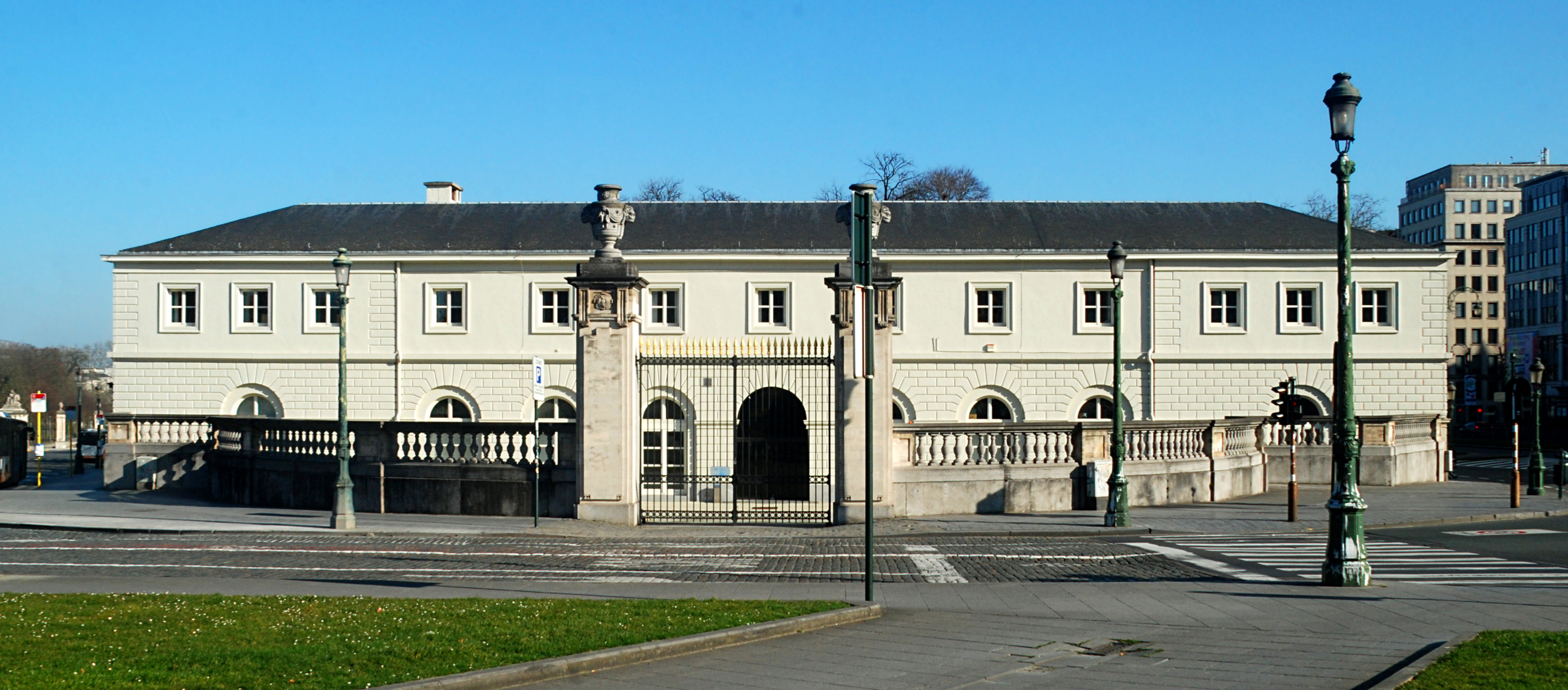
Les écuries royales de Bruxelles.
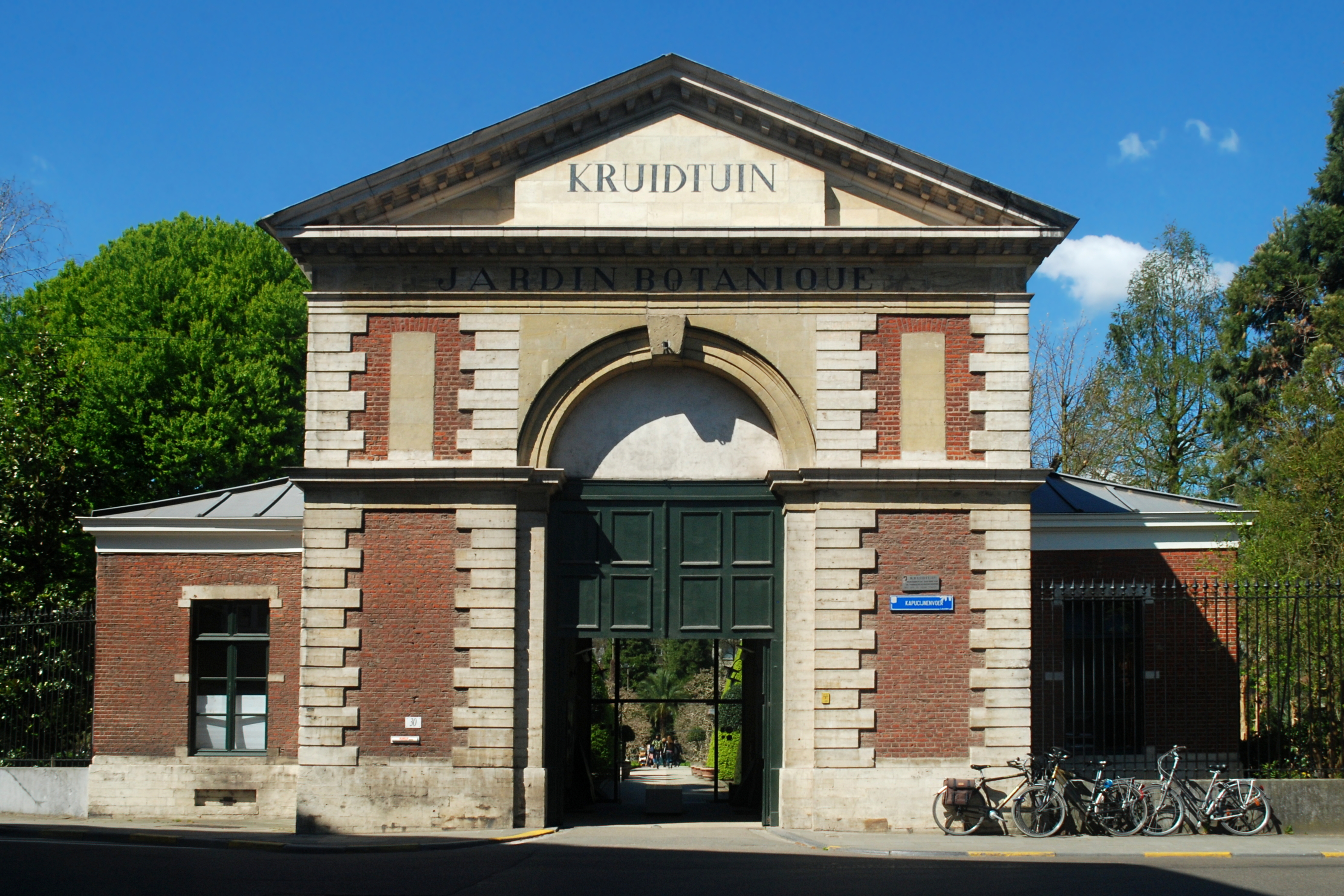
Le portail du jardin botanique de Louvain.
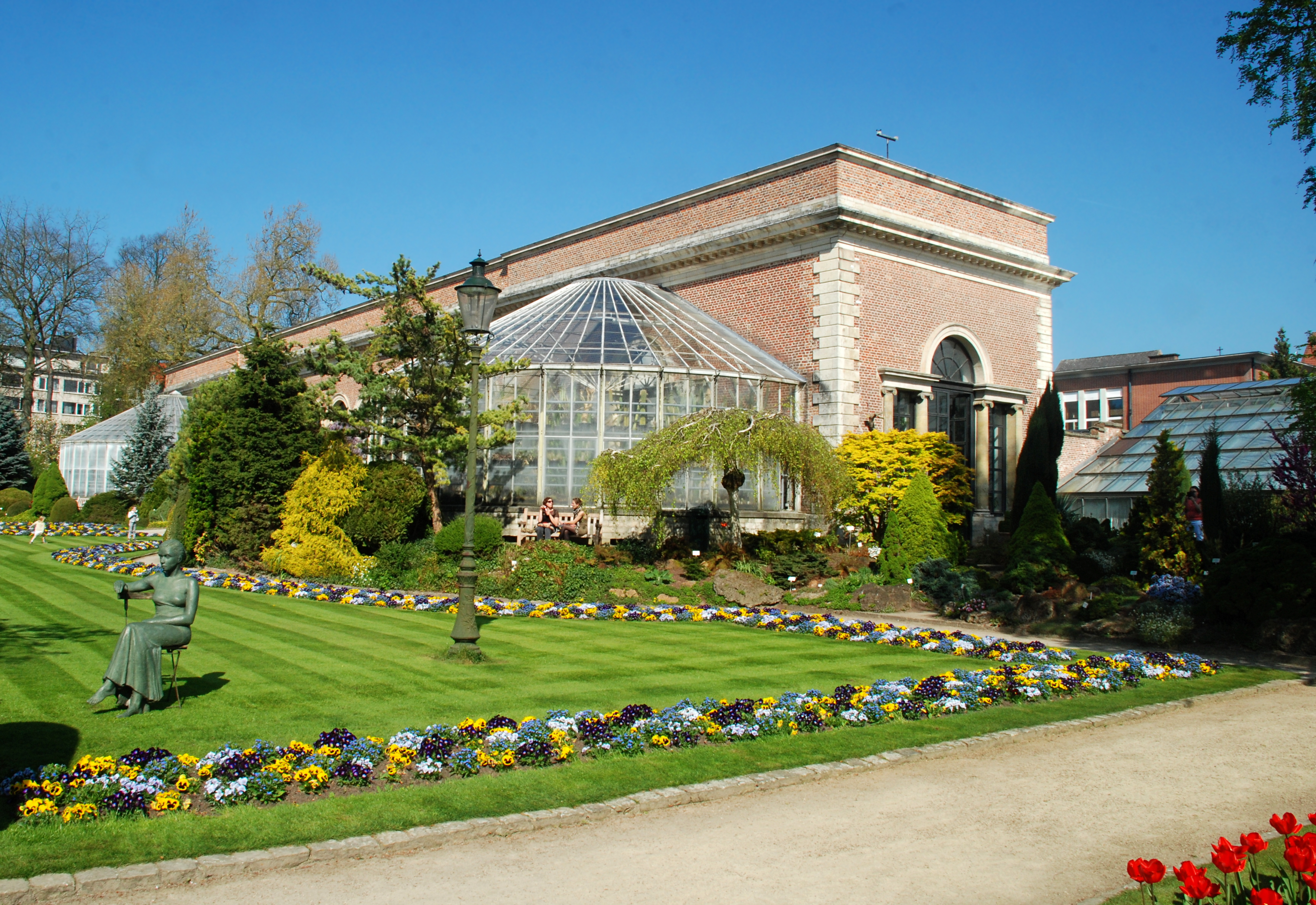
L'orangerie du jardin botanique de Louvain.
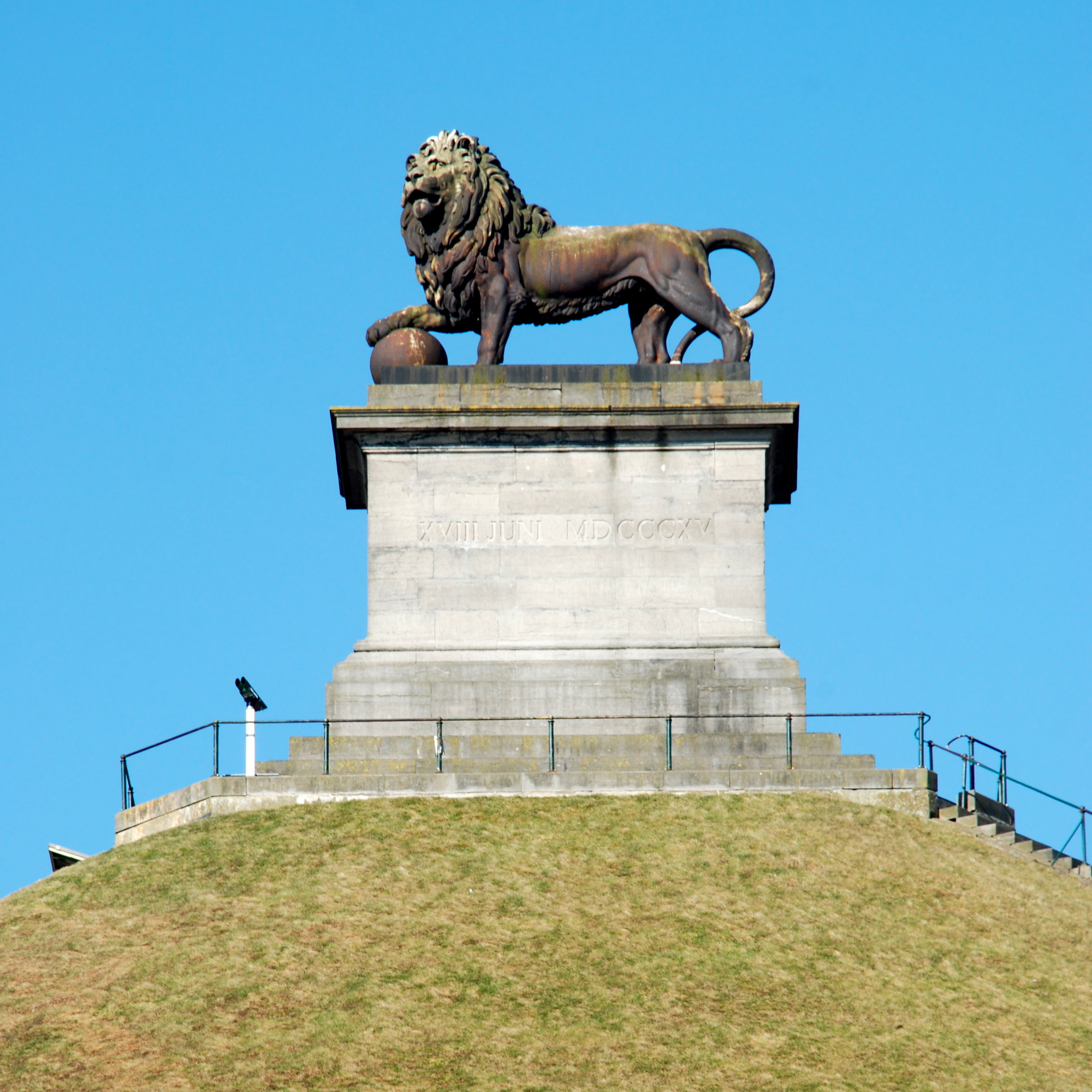
Le Lion belgique qui surmonte la Butte du Lion.